# Friedrich Simon Archenhold
Friedrich Simon Archenhold, född 2 oktober 1861 och död 14 oktober 1939, var en tysk astronom.
Archenholt grundade Treptow-observatoriet i södra Berlin.
Asteroiden 4030 Archenhold är uppkallad efter honom.